# (12308) 1991 VB5
(12308) 1991 VB5 là một tiểu hành tinh vành đai chính. Nó được phát hiện bởi Atsushi Sugie ở Dynic Astronomical Observatory Nhật Bản, ngày 4 tháng 11 năm 1991.